# موراي ديفيدسون
موراي ديفيدسون (بالإنجليزية: Murray Davidson) (7 مارس 1988 بإدنبرة في المملكة المتحدة - ) هو لاعب كرة قدم بريطاني في مركز الوسط. شارك مع منتخب اسكتلندا تحت 21 سنة لكرة القدم ومنتخب اسكتلندا لكرة القدم. أما مع النوادي، فقد لعب مع سانت جونستون ونادي ليفينغستون لكرة القدم.

## مسيرته الكروية
لعب موراي ديفيدسون خلال مسيرته الاحترافية مع 3 أندية في خمسة عشر موسمًا وسجل خلالها 39 هدفًا ضمن 338 مباراة. حيث فاز في موسم واحد بالكأس ولم يفز بأي دوري.
خاض موراي ديفيدسون مسيرته مع نادي كاودينبيث لكرة القدم في موسم 2006–07 لمدة موسم واحد، مشاركًا في 5 مباريات ولم يسجل أي هدف. ثم انتقل إلى نادي ليفينغستون لكرة القدم في موسم 2007–08 ولمدة موسمين، حيث شارك في 37 مباراة سجل خلالها 7 أهداف. لينتقل بعدها إلى نادي سانت جونستون في موسم 2009–10 ليلعب معه أحد عشر موسمًا، مشاركًا في 296 مباراة سجل خلالها 32 هدفًا.

## وصلات خارجية
- موراي ديفيدسون على موقع الاتحاد الأوربي (الإنجليزية)
- موراي ديفيدسون على موقع قاعدة بيانات كرة القدم.إي يو (الإنجليزية)
- موراي ديفيدسون على موقع ناشيونال فوتبول تيمز (الإنجليزية)
- موراي ديفيدسون على موقع Soccerbase.com (لاعب) (الإنجليزية)
- موراي ديفيدسون على موقع Soccerway.com (الإنجليزية)
- موراي ديفيدسون على موقع عالم كرة القدم.نت (الإنجليزية)